# Décomposition de domaine

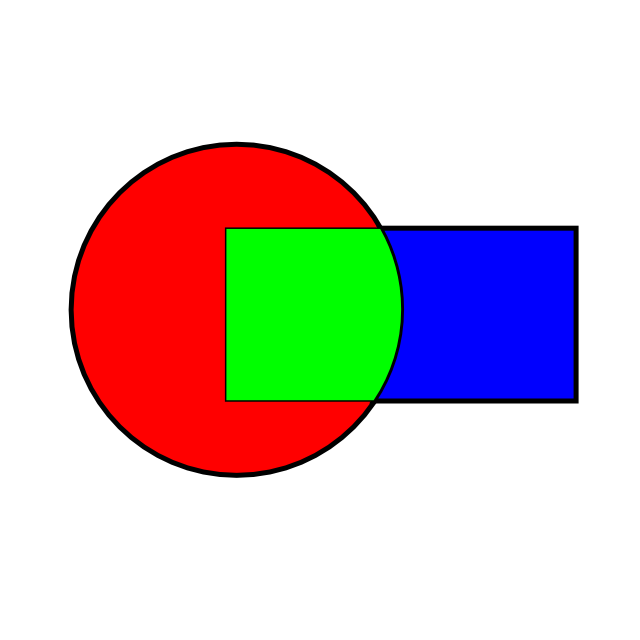
Symbole de la méthode défini par Herman Schwarz.

En physique mathématique et en analyse numérique, la décomposition de domaine est un procédé de résolution - généralement numérique - d'un problème reposant sur la division du domaine de calcul en autant de sous-domaines que nécessaire, avec ou sans recouvrements. Cette méthode est généralement utilisée dans les problèmes physiques faisant intervenir des échelles très différentes ou couplant des phénomènes de nature différente et en calcul numérique pour l'utilisation de machines de calcul à architecture parallèle.

## En analyse numérique
On distingue les méthodes avec et sans recouvrement de domaines.

### Méthodes avec recouvrement
Ces méthodes, basées sur les travaux de Herman Schwarz en 1869 utilisent des domaines avec recouvrement.
La méthode de Schwarz est une méthode dans laquelle le recouvrement sert de lien itératif entre les deux régions {\displaystyle \Omega _{1}} et {\displaystyle \Omega _{2}} de {\displaystyle \Omega =\Omega _{1}\cup \Omega _{2}}. Par exemple soit à résoudre :
{\displaystyle \left\{{\begin{array}{rcl}\Delta u=0&{\text{dans}}&\Omega \\u=g&{\text{sur}}&\partial \Omega \end{array}}\right.}
L'algorithme de Schwarz est le suivant :
{\displaystyle \left\{{\begin{array}{rclcl}\Delta u_{1}^{m}&=&0&{\text{dans}}&\Omega _{1}\\u_{1}^{m}&=&g&{\text{sur}}&\partial \Omega _{1}\cap \partial \Omega \\u_{1}^{m}&=&u_{2}^{m-1}&{\text{sur}}&\partial \Omega _{1}\cap {\overline {\Omega }}_{2}\end{array}}\right.}{\displaystyle \quad \quad \left\{{\begin{array}{rclcl}\Delta u_{2}^{m}&=&0&{\text{dans}}&\Omega _{2}\\u_{2}^{m}&=&g&{\text{sur}}&\partial \Omega _{2}\cap \partial \Omega \\u_{2}^{m}&=&u_{1}^{m}&{\text{sur}}&\partial \Omega _{2}\cap {\overline {\Omega }}_{1}\end{array}}\right.}
Cette méthode est appelée méthode de Schwarz multiplicative par opposition à la modification apportée par Pierre-Louis Lions en 1988 afin de permettre la parallélisation. Dans la dernière équation de l'algorithme on écrit {\displaystyle u_{2}^{m}=u_{1}^{m-1}}, ce qui conduit à la méthode appelée méthode de Schwarz additive. Ceci a cependant l'inconvénient de doubler le nombre d'opérations élémentaires.
Diverses méthodes ont été développées sur la base de la méthode de Schwarz afin d'étendre ce type d'approche à une méthode sans recouvrement et d'augmenter son efficacité algorithmique, par exemple en utilisant des conditions aux limites de Robin. Certaines de ces méthodes utilisent des conditions aux bords mixtes Dirichlet-Neumann de mise en œuvre difficile.

### Méthodes sans recouvrement
Dans ce type de méthode introduite par Janusz Stanisław Przemieniecki en 1963 les domaines sont connexes et liés par les valeurs à leur frontière commune. Ces méthodes pour les éléments finis, les différences finies et les méthodes spectrales utilisent le complément de Schur. On distingue :
- la méthode d'équilibrage des domaines (en) (BDD, Balancing Domain Decomposition) utilisé dans le cadre des éléments finis mixtes utilisant le gradient au voisinage du bord[7] ;
- la méthode itérative FETI (Finite Element Tearing and Interconnect), utilisant des conditions aux limites Neumann-Neumann pour imposer l'égalité des valeurs à la frontière[8].

## En physique mathématique
Les méthodes décrites ci-dessus ne sont qu'une partie des développements de la méthode de décomposition de domaine. Outre les applications qui dérivent directement de ce qui précède dans le calcul calcul hautes performances, on peut décrire certains problèmes spécifiques traitant de problèmes comportant des échelles très différentes, par exemple l'établissement de conditions aux limites de type lois de paroi, du raffinement local de régions (méthodes multi-niveaux) ou celle de propriétés locales évolutives résultant de la résolution d'un problème à « petite échelle » variable temporellement.